# L'uomo che vendeva elefanti
L'uomo che vendeva elefanti (The Man Who Traveled in Elephants) è un racconto fantastico del 1957 dello scrittore statunitense Robert A. Heinlein.

## Storia editoriale
È stato scritto nel maggio 1948 e pubblicato per la prima volta, con il titolo The Ejephant Circuit, nel numero di ottobre 1957 della rivista Saturn.
In seguito il racconto è stato inserito nella raccolta di opere di Heinlein Il mestiere dell'avvoltoio (The Unpleasant Profession of Jonathan Hoag) del 1959, a sua volta inclusa nell'antologia personale The Fantasies of Robert A. Heinlein del 1999, quest'ultima è stata tradotta in italiano da Vittorio Curtoni e pubblicata dalla Mondadori nel 2003 in due volumi, quello che contiene anche il racconto L'uomo che vendeva elefanti è il n. 1456 della collana Urania, intitolato Anonima Stregoni.
Nel 2014 la traduzione di Curtoni è stata di nuovo pubblicata nell'antologia Il mestiere dell'avvoltoio (The Unpleasant Profession of Jonathan Hoag, 1959), volume nel n. 1603 della collana I capolavori di Urania.

## Trama
Il protagonista è un commesso viaggiatore che, dopo il pensionamento, ha continuato con la moglie a fare le cose più amate: viaggiare e frequentare fiere.
Come scusa per viaggiare essi decidono di vendere elefanti e che è necessaria una ricognizione preliminare su tutto il paese.
Rimasto vedovo, il protagonista continuare a viaggiare da solo, ma resta ucciso in un incidente di autobus e va in Paradiso, che si rivela essere una super-fiera dove ritrova la sua amata moglie Martha e il suo cane, Bindlestiff (Randagio) che "era stato chiamato via poco dopo Martha".
Tutti sono amichevoli con il protagonista che alla fine conduce la sfilata su un carro trainata da elefanti con accanto la moglie e il cane.

## Critica
Questa storia, anche se non affronta i temi tipici della maggior parte degli scritti di Heinlein, era la sua preferita.
Per la levità con la quale gioca nella zona crepuscolare ai confini della realtà ricorda Ray Bradbury.
Ha avuto una accoglienza controversa rispetto ad altre sue opere:
Spider Robinson l'ha scelta come una delle sue storie preferite in assoluto e per questo, l'ha inserita nella sua antologia Best of All Possible Worlds, invece secondo Alexei Panshin
"... è un errore, una sciatta fantasia sentimentale che ho il sospetto sia stata scritta proprio all'inizio della carriera di Heinlein e poi sia rimasta senza un acquirente fino al 1957".

### Edizioni
- Robert A. Heinlein, L'uomo che vendeva elefanti, in Anonima Stregoni (antologia), collana Urania, traduzione di Vittorio Curtoni, n. 1456, Mondadori, gennaio 2003,  pp. 184-201, ISSN 1120-5288 (WC · ACNP).

### Fonti critiche
- (EN) James Daniel Gifford, The New Heinlein Opus List, in Robert A. Heinlein: A Reader's Companion (PDF), Nitrosyncretic Press, 2000, ISBN 978-0-9679874-1-5. URL consultato il 12 ottobre 2015.

- (EN) Alexei Panshin, III.	THE PERIOD OF SUCCESS - ... 12. 1957 13. 1958, in Heinlein in dimension, Chicago, Advent:Publishers Inc, aprile 1968. URL consultato il 13 novembre 2015.

- (EN) Jim Baen (a cura di), Robert A. Heinlein Memorial Issue, in New Destinies, vol. 6, Baen Books, inverno 1988, ISBN 0-671-69796-X. URL consultato il 13 novembre 2015.

- Vittorio Curtoni, L'AUTORE. Robert A. Heinlein, in Anonima Stregoni (antologia), collana Urania, n. 1456, Mondadori, gennaio 2003,  pp. 220-224, ISSN 1120-5288 (WC · ACNP).